# Петербургская транспортная компания
ООО «Петербу́ргская тра́нспортная компа́ния» (ПТК) — частное предприятие в сфере пассажирских автобусных перевозок Северо-Запада России.
По состоянию на июль 2025 года «ПТК» обслуживает 6 автобусных маршрутов в Ленинградской области. Автобусный парк насчитывает около 100 автобусов различной вместимости (только около 35 из них находятся в пассажирской эксплуатации).

## История
Первые сообщения о том, что ЗАО «Петербургская топливная компания» планирует заниматься бизнесом в сфере автобусных перевозок, появились в феврале 2005 года. Предполагалось, что она может стать крупным акционером объединённого предприятия из СПб ГУП «Пассажиравтотранс» и СПб ГУП «Горэлектротранс». Однако объединения и акционирования ГУПов не произошло, и развитие транспортного направления деятельности «ПТК» пошло по пути создания нового автобусного предприятия.
20 мая 2005 года создано ООО «Петербургская транспортная компания», учредителями которой стали:
- ЗАО «Петербургская топливная компания»
- Юрий Антонов (президент ЗАО «Петербургская топливная компания»)
- ООО «Гатчинская нефтяная компания»

Ко времени создания компании уже было известно о грядущих изменениях в сфере автобусных перевозок в Санкт-Петербурге, в соответствии с которыми компании-перевозчики должны будут обслуживать как социальные, так и коммерческие автобусные маршруты, а отбор перевозчиков будет осуществляться путём проведения конкурсных процедур. Таким образом, руководство «ПТК» имело возможность планировать деятельность предприятия в расчёте на новый порядок работы. Генеральным директором «Петербургской транспортной компании» был назначен Александр Антошевский, который до этого возглавлял одно из крупнейших в Санкт-Петербурге автобусных предприятий — ИП Антошевский А. К. (ныне — ООО «Питеравто»).
Предполагалось, что для пассажирских перевозок на социальных маршрутах будет закуплено 200 автобусов Scania Omnilink, а для работы на коммерческих маршрутах — 600—800 автобусов Mercedes-Benz, Volkswagen, Hyundai средней вместимости. Однако затем компания изменила предпочтения в сфере приобретения подвижного состава.
Пассажирские перевозки «ПТК» начала осуществлять в сентябре 2005 года, когда на коммерческие маршруты вышли 50 автобусов Volkswagen LT35. В ноябре 2005 года на линии вышли 10 автобусов Scania Omnilink.
В конце декабря 2005 года «ПТК» приступала к обслуживанию областных маршрутов сертоловского направления. На линии вышли новые автобусы ЛиАЗ-5256 и Волжанин-5270.06.
В январе 2006 года стали известны результаты конкурса на право осуществления пассажирских автобусных перевозок в Санкт-Петербурге. «ПТК» была признана победителем по всем 8 лотам, на которые подавала заявки. По итогам конкурса «ПТК» должна была обслуживать 35 социальных маршрутов.
Первые автобусы «ПТК» вышли на социальные маршруты Санкт-Петербурга 15 февраля 2006 года. В течение весны 2006 года «ПТК» приступило к обслуживанию всех доставшихся ей на конкурсе социальных маршрутов. На них использовались автобусы ЛиАЗ-5256 и Волжанин-5270.06. В марте 2006 года на маршруты вышли 8 новых автобусов Yutong ZK6118HGA китайского производства.
В конце февраля 2006 года на коммерческие маршруты вышли 75 автобусов «ГАЗель», однако через несколько месяцев они были проданы.
В марте 2006 года «ПТК» выкупила права лизинга на 10 автобусов ЛиАЗ-5256.40, 4 автобуса МАЗ-103.060, 4 автобуса ПАЗ-3205 и 2 автобуса Mercedes-Benz Conecto у компании ООО «ТТ-Лайн», которая проиграла в конкурсе перевозчиков.
В марте 2006 года генеральным директором «Петербургской транспортной компании» был назначен Алексей Ивин, который ранее занимал пост заместителя генерального директора СПб ГУП «Пассажиравтотранс». В его обязанности вошло оперативное управление автобусными перевозками. При этом Александр Антошевский был назначен заместителем генерального директора «Петербургской топливной компании» и стал заниматься стратегическим управлением транспортной сферой деятельности компании.
В августе 2006 года «ПТК» выкупила права лизинга на 50 автобусов Volkswagen LT у индивидуального предпринимателя Н. Л. Каретникова. Также в августе 2006 года на коммерческие маршруты вышли первые автобусы Yutong ZK6737D. К маю 2007 года в «ПТК» насчитывалось уже более 400 таких автобусов. В связи с поставкой новых автобусов происходило стремительное расширение работы «ПТК» на коммерческих маршрутах.
1 сентября 2006 года в честь Дня знаний «ПТК» ввела бесплатный проезд на автобусах своих городских социальных маршрутов для всех пассажиров. В дальнейшем введение бесплатного проезда на городских социальных маршрутах в дни 9 мая и 1 сентября стало традицией предприятия.
К концу 2006 года «ПТК» вошла в тройку крупнейших негосударственных автобусных перевозчиков Санкт-Петербурга.
В конце 2006 года имел место конфликт между «ПТК» и администрацией города Сертолово. С 2007 года маршруты этого направления предполагалось передать местному муниципальному автопредприятию. Однако конфликт был урегулирован, и контракт с «ПТК» был продлён.
21 июня 2007 года компания приступила к обслуживанию междугороднего маршрута № 850 Санкт-Петербург — Выборг, а 15 августа 2007 года — маршрута № 841 Санкт-Петербург — Кингисепп. Для работы на этих маршрутах были приобретены 5 автобусов Yutong ZK6119HA междугороднего класса.
В августе 2009 года компания приступила к обслуживанию маршрутов Великого Новгорода.
В 2010 году «Петербургская транспортная компания» приступила к запуску специального проекта – именные рейсовые и заказные автобусы.
В декабре 2011 года «Петербургская транспортная компания» выиграла в конкурсе, проводимом городским Комитетом по транспорту, на право обслуживания коммерческих и социальных пассажирских маршрутов в 2012—2016 гг.
В ноябре 2012 года ООО «Петербургская транспортная компания» выиграла в конкурсе, проводимом городским Комитетом по транспорту, на право обслуживания социальных пассажирских маршрутов в 2012—2013 гг.
В июне 2013 года автобусный парк «Петербургской транспортной компании» пополнился 39 новыми современными низкопольными автобусами марки «МАЗ» большого класса.
26 октября 2013 года автобусы «Петербургской транспортной компании» приняли участие в транспортном обеспечении проводимых мероприятий, связанных с прохождением Олимпийского огня по улицам Санкт-Петербурга.
В сентябре 2014 года «Петербургская транспортная компания» стала победителем третьей ежегодной премии «Коммерческий транспорт — 2014» в рамках конкурса, проведённого газетой «Деловой Петербург», в номинации «Пассажирские перевозки».
В начале 2022 года собственником «Петербургской транспортной компании» стал совладелец и генеральный директор АО «Третий парк» Дьяковский Кирилл Владимирович.
15 июля 2022 года ПТК перестала обслуживать внутригородские автобусные маршруты Санкт-Петербурга, так как не выиграла ни одного аукциона на их обслуживание. Компания продолжает работу на 6 междугородных и международных маршрутах.

## Автобусные маршруты
В настоящее время маршрутная сеть «Петербургской транспортной компании» охватывает только Выборгский и Приозерский районы Ленинградской области, Вологду, Белоруссию и Эстонию (междугородные и международные маршруты №№ 830, 898, 960, 971, 1555, 2827, 2828). До 15 июля 2022 года коммерческая и социальная маршрутная сеть охватывала Санкт-Петербург. Также компания обслуживает маршрут «Technopolis» в Санкт-Петербурге.